# Pēteris Stučka
Pēteris Stučka (ur. 14 lipca?/26 lipca 1865 w Pakuli, zm. 25 stycznia 1932 w Moskwie) – łotewski, rosyjski i radziecki polityk oraz adwokat. W 1917 i 1918 ludowy komisarz sprawiedliwości Rosyjskiej Federacyjnej Socjalistycznej Republiki Radzieckiej. W latach 1918–1920 przewodniczący Rady Komisarzy Ludowych marionetkowej Łotewskiej Socjalistycznej Republiki Radzieckiej. Od 1923 do 1932 pełnił funkcję przewodniczącego Sądu Najwyższego RFSRR. 

## Życiorys

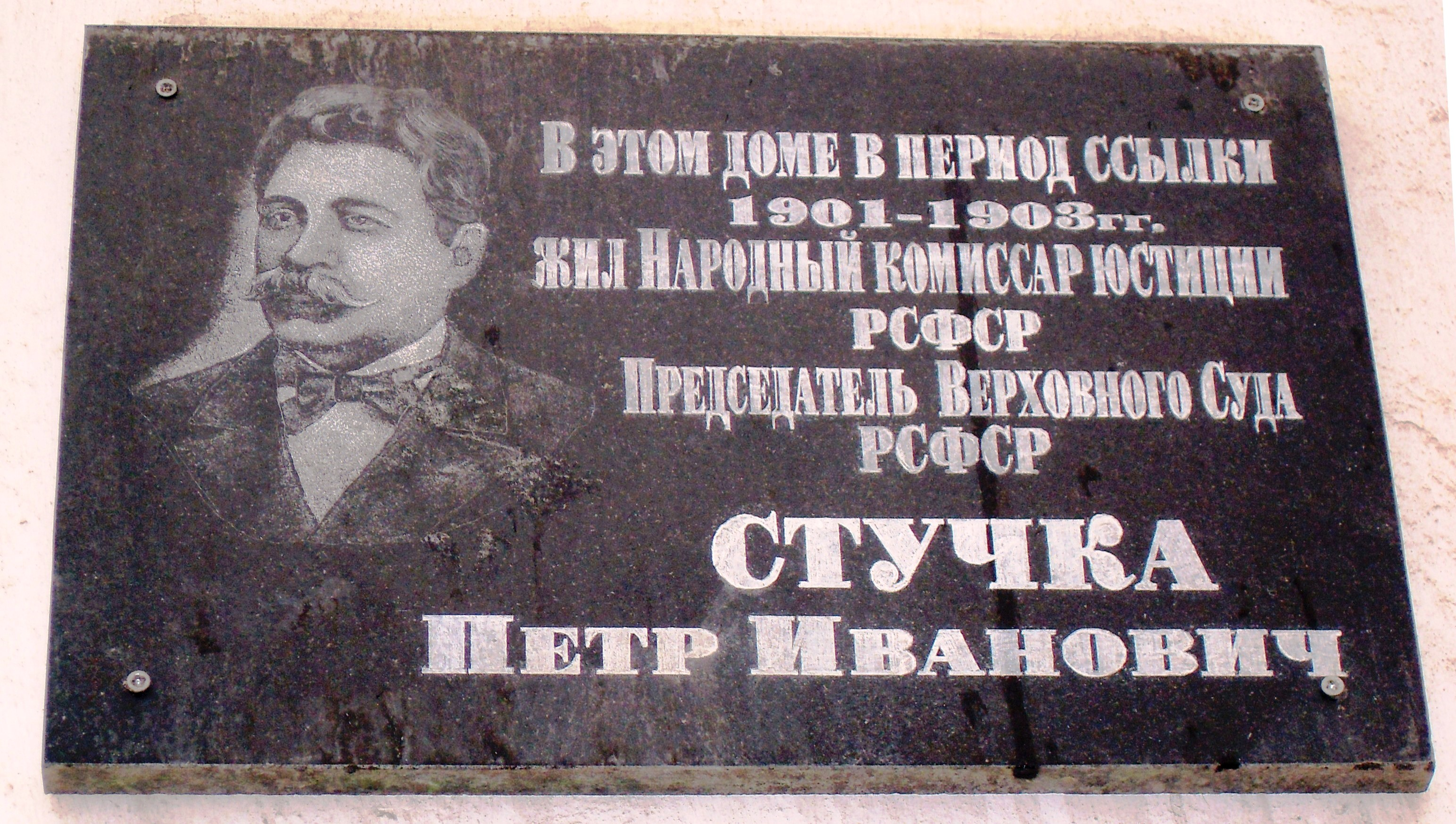
Tablica pamiątkowa z jego wizerunkiem w Kirowie, zainstalowana przy budynku, w którym mieszkał w okresie carskiego zesłania

### Działalność w Imperium Rosyjskim
Urodził się jako syn wiejskiego nauczyciela w gminie Koknese w Inflantach. Po ukończeniu gimnazjum podjął studia prawnicze na uniwersytecie w Petersburgu, które ukończył w 1888 r.. W latach 1888–1897 wraz z Rainisem, z którym związany był rodzinnie (ożenił się z siostrą Rainisa, Dorą Pliekšāne), redagował w rosyjskiej stolicy łotewską gazetę lewicową "Dienas Lapa". Praktykował też prawo jako pomocnik adwokata. Był jednym z liderów rewolucyjno-demokratycznego ruchu łotewskiej inteligencji. Był związany z ruchem "nowej fali" (Jaunā strāva), za co w 1897 r. został aresztowany przez władze carskie i skazany na zesłanie. W 1895 r. przystąpił również do Socjaldemokratycznej Partii Robotniczej Rosji.  
Po odzyskaniu wolności, w 1904 r. Stučka został wybrany do Komitetu Centralnego SDPRR na Łotwie, od 1906 r. noszącej nazwę Socjaldemokracji Kraju Łotewskiego. W 1905 r. wziął aktywny udział w wydarzeniach rewolucyjnych w nadbałtyckich guberniach Imperium  Rosyjskiego, był członkiem Rady Delegatów Robotniczych w Rewlu. Po rewolucji był ponownie aresztowany i zsyłany. Łącznie w więzieniach i miejscach odosobnienia spędził siedem lat. 
W latach 1911–1914 pisał do bolszewickich pism "Gwiazda" i "Prawdy" i innych wydawnictw partyjnych. Pełnił również funkcję konsultanta ds. prawnych przy bolszewickiej frakcji w IV Dumie (1912-1917). W 1915 r. odpowiadał za łączność między kierownictwem łotewskiej socjaldemokracji a kierownictwem SDPRR (b). W łotewskiej partii socjaldemokratycznej frakcja bolszewików-leninistów była najsilniejsza, a Stučka przewodził jej wespół z Kārlisem Daniševskisem i Jānisem Lencmanisem. 

### Rewolucja 1917 r.
Brał udział w rewolucji lutowej 1917 r. W 1917 r. w Piotrogrodzie kierował sekcją łotewską w miejskim komitecie partyjnym. Od marca 1917 r. znowu pisał do "Prawdy", następnie został włączony do komitetu wykonawczego Piotrogrodzkiej Rady Delegatów Robotniczych i Żołnierskich jako przedstawiciel łotewskich socjaldemokratów. Również w marcu 1917 r. został jednym z redaktorów łotewskojęzycznej gazety bolszewickiej Cīņa (Walka). W dniach 19-23 kwietnia 1917 r. przewodniczył XIII Konferencji Socjaldemokracji Łotewskiego Kraju, podczas której podjęto decyzje o przyłączeniu organizacji do SDPRR, jako jej sekcji łotewskiej. Konferencja zadeklarowała również chęć walki o autonomię Łotwy w granicach socjalistycznej Rosji, poparła zniesienie przywilejów szlacheckich i likwidację klasy obszarników, a także wezwała do przekształcenia rewolucji rosyjskiej w rewolucję socjalistyczną i zakończenia wojny. W maju łotewscy bolszewicy ze Stučką na czele opuścili Piotrogród i udali się do Rygi, gdzie na szeroką skalę prowadzili agitację. Na II Zjeździe Delegatów Rad Strzelców Łotewskich wystąpił jako członek bolszewickiej delegacji, która przekonała większość strzelców do programu politycznego głoszonego przez partię. Następnie zjazd wybrał komitet wykonawczy, również zdominowany przez bolszewików. W maju 1917 r. bolszewicy faktycznie przejęli również kierownictwo w ryskiej Radzie Delegatów Robotniczych i Żołnierskich, zaś w czerwcu - w Socjaldemokracji Łotewskiego Kraju, w której dotąd istniała również frakcja związana z mienszewikami. Na zjeździe partii w czerwcu 1917 r. Stučka i Daniševskis przejęli przywództwo w KC organizacji, która przyjęła nazwę Socjaldemokracji Łotwy. 

W lipcu 1917 r. partia bolszewicka została zdelegalizowana w związku z próbą obalenia Rządu Tymczasowego (tzw. dni lipcowe w Piotrogrodzie). Także łotewscy bolszewicy kontynuowali działalność w podziemiu. Możliwość publicznej aktywności odzyskali w końcu sierpnia, po tym, gdy stanęli po stronie Rządu przeciwko gen. Korniłowowi. Wybory do Stałej Rady Krajowej Liwonii we wrześniu 1917 r. zakończyły się sukcesem bolszewików, którzy uzyskali 67-70% głosów do Rady, przy jedynie 30% oddanych na łotewski narodowy Związek Chłopski. Na Łotwie bolszewicy zdominowali również rady żołnierskie. Po rewolucji październikowej i przejęciu przez bolszewików władzy w Piotrogrodzie łotewscy bolszewicy przejęli również władzę na północno-wschodniej Łotwie i kontrolowali to terytorium do lutego 1918 r., kiedy zostało zajęte przez wojska niemieckie.  

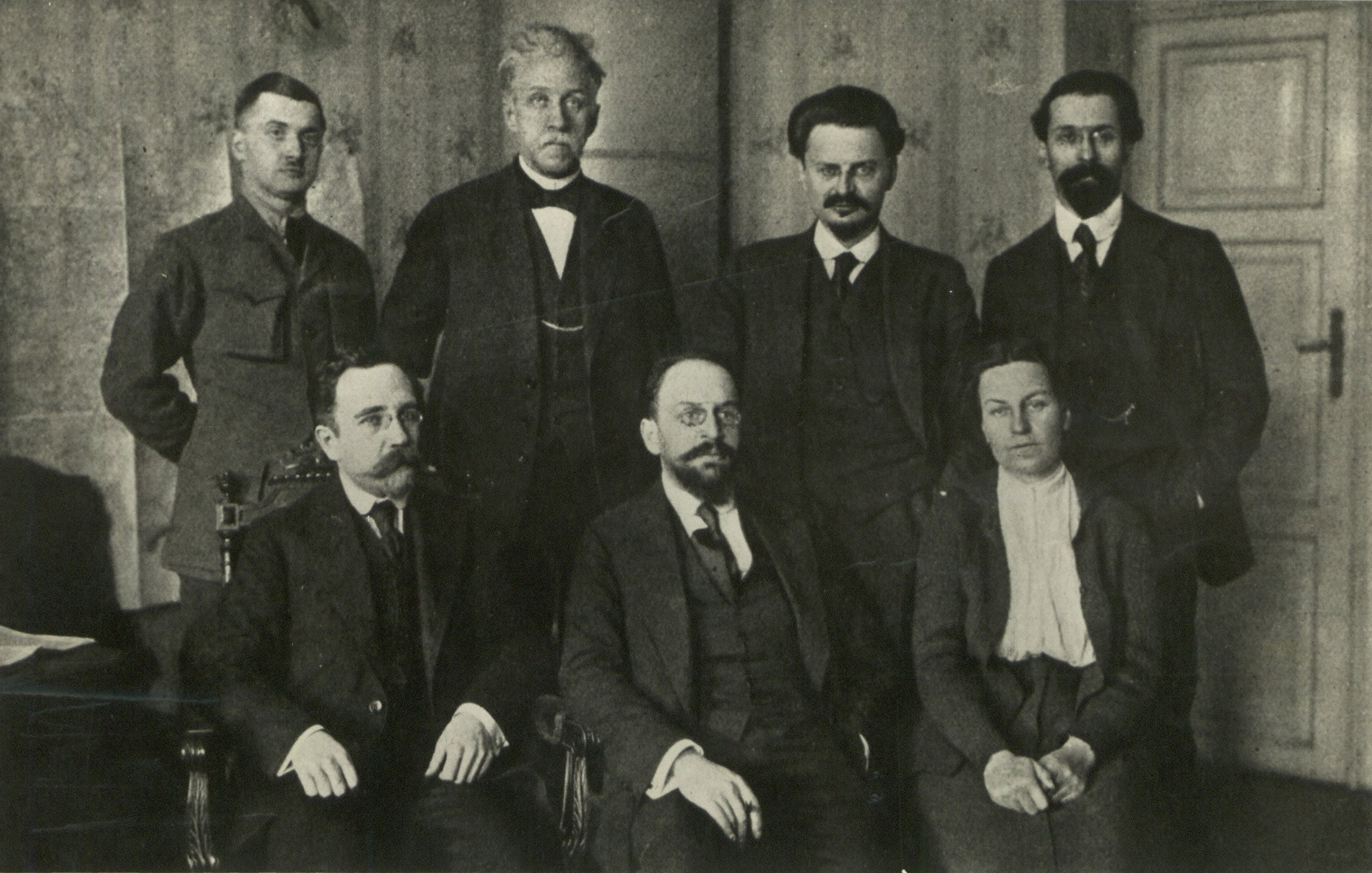
Delegacja radziecka w Brześciu w styczniu 1918. Siedzą od lewej: Lew Kamieniew, Adolf Joffe, Anastasija Bicenko. Stoją: Lipski, Pēteris Stučka, Lew Trocki, Lew Karachan

Podczas rokowań nad niemiecko-rosyjskim traktatem pokojowym w Brześciu Stučka, członek radzieckiej delegacji, protestował przeciwko niemieckim próbom zaanektowania Łotwy. Rada Komisarzy Ludowych z Leninem na czele ostatecznie zgodziła się jednak podpisać traktat brzeski i zrzec się zwierzchności nad Łotwą. 
Od marca do sierpnia 1918 r. był komisarzem sprawiedliwości Rosji Radzieckiej, pracował nad pierwszą radziecką konstytucją. Również w marcu 1918 r. został kandydatem na członka Komitetu Centralnego WKP (b). W lipcu 1918 r. stał na czele komisji badającej sprawę buntu lewicowych eserowców w Moskwie. Był jednym z pierwszych teoretyków i twórców radzieckiego prawa, ujmowanego jako narzędzie w rękach partii komunistycznej. 

### Łotewska Socjalistyczna Republika Radziecka (1918-1920)
Rosja Radziecka wypowiedziała pokój brzeski 13 listopada 1918 r., po podpisaniu przez Niemcy rozejmu w Compiègne. W miarę wycofywania się Niemców jednostki Armii Czerwonej wkraczały na opuszczane przez nie ziemie łotewskie. Do 10 grudnia kontrolowały już Łatgalię. 4 grudnia 1919 r. w Rydze odbyła się tajna narada bolszewików zasiadających w radach robotniczych w Rydze i w Valce. W jej trakcie wyłoniono rząd przyszłej radzieckiej Łotwy, a Pēterisa Stučkę wyznaczono na jego przewodniczącego. 10 grudnia Ryska Rada Delegatów Robotniczych i Żołnierskich na tajnym posiedzeniu udzieliła temu rządowi swojego poparcia. 17 grudnia rząd Stučki wydał manifest, w którym ogłosił powstanie socjalistycznej Łotwy. Zapowiadał w nim zniesienie wielkiej własności ziemskiej, nacjonalizację przemysłu i ośmiogodzinny dzień pracy. Socjalistyczna Łotwa miała podjąć walkę z Niemcami, wspierającymi Rząd Tymczasowy Łotwy niepodległej, utworzony w listopadzie 1918 r. 22 grudnia rząd Stučki przeniósł się do Valki. Tego samego dnia Rada Komisarzy Ludowych RFSRR uznała niepodległość Łotwy radzieckiej. 
Stučka był do tej pory przeciwnikiem niepodległości Łotwy, która w jego przekonaniu powinna być częścią socjalistycznej Rosji. On i inni łotewscy bolszewicy byli przekonani, że państwo łotewskie było za małe, by być faktycznie suwerenne. w 1918 r. zgodził się jednak proklamować niepodległość Łotwy, by pozyskać tych robotników łotewskich, którzy popierali ideę samodzielnego państwa. 
28 grudnia 1918 r. rząd Stučki wydał dekret o nacjonalizacji ziemi, jednak zamiast spodziewanego przez chłopów łotewskich uwłaszczenia zalecał tworzenie wspólnot rolniczych zarządzanych przez rady. Decyzja ta zraziła do rządu Stučki wielu biednych chłopów, tym bardziej, że rząd niepodległej Łotwy Karlisa UImanisa zapowiadał uwłaszczenie powszechne. 
Na przełomie stycznia i lutego 1918/1919 jednostki Armii Czerwonej wkroczyły do Rygi, którą w pośpiechu opuścił rząd Ulmanisa i ochraniające go jednostki Bałtyckiej Landeswehry. W nocy z 3 na 4 lutego ryski Komitet Wojskowo-Rewolucyjny przekazał kontrolę nad miastem rządowi Stučki. W dniach 13-15 stycznia 1919 r. I Zjazd Delegatów Robotniczych Łotwy przyjął konstytucję Łotewskiej SRR na podstawie projektu przedstawionego przez Stučkę. Potwierdzono również pozycję Stučki jako przewodniczącego rządu radzieckiej Łotwy. W lutym jego rząd wprowadził ośmiogodzinny dzień pracy, ubezpieczenia społeczne, prawo do nauki i opieki zdrowotnej, otwierał zamknięte wcześniej szkoły (łotewskojęzyczne i dla mniejszości narodowych), znacjonalizował ziemie kościelne, banki, zakłady przemysłowe i własność ziemską. W końcu lutego wycofał się z wcześniejszej polityki rolnej, ogłaszając, że ziemia zostanie przekazana chłopom bezrolnym. Krok ten miał na celu zachęcenie chłopów do zaciągania się do Armii Radzieckiej Łotwy. Decyzję tę jednak cofnięto już 1 marca, zapowiadając całkowitą nacjonalizację ziemi i tworzenie gospodarstw kolektywnych. Sytuacja strategiczna Łotewskiej SRR stawała się bowiem coraz gorsza - do działań przeciwko bolszewikom szykowały się wojska estońskie od północy i wojska niemieckie, które w początku 1919 r. wycofały się do Kurlandii. 28 marca rząd Stučki ogłosił powszechną mobilizację.  
Łotewska SRR jeszcze w 1919 r. straciła Rygę - zajętą w maju przez wojska niemieckie. Poniosła też klęskę w walkach z armią estońską o Liwonię w końcu maja-pierwszych dniach czerwca. Rząd radzieckiej Łotwy wyjechał najpierw do Rzeżycy, a 2 czerwca do Wielkich Łuków, spodziewając się zajęcia całości ziem łotewskich przez siły antybolszewickie. Utrata Liwonii i Kurlandii skłoniła wręcz Komunistyczną Partię Łotwy do rozwiązania rządu radzieckiej Łotwy. Ostatecznie po konsultacji z WKP (b) rząd Stučki wrócił do Rzeżycy 30 czerwca 1919 r. i zapowiedział kontynuowanie działalności. Łotewska SRR przetrwała do stycznia 1920 r., kiedy straciła, po wspólnej operacji wojsk łotewskich i polskich, ostatnie ziemie w Łatgalii.  

### Dalsze życie w ZSRR
W latach 1921–1923 był zastępcą ludowego komisarza sprawiedliwości. Od 1920 r. zasiadał też w komitecie wykonawczym Kominternu, od 1924 r. kierował Międzynarodową Komisją Kontroli. W latach 1925–1927 redagował radziecką encyklopedię państwa i prawa. Od stycznia 1923 do stycznia 1932 stał na czele Sądu Najwyższego ZSRR. Rozwijał teorię prawa, w której koncepcje marksistowskie wiązały się z socjologiczną teorią prawa. Uważał prawo za system obrony interesów klasowych. 
Zmarł w Moskwie. Jego ciało zostało skremowane, a prochy złożone w murze kremlowskim. 

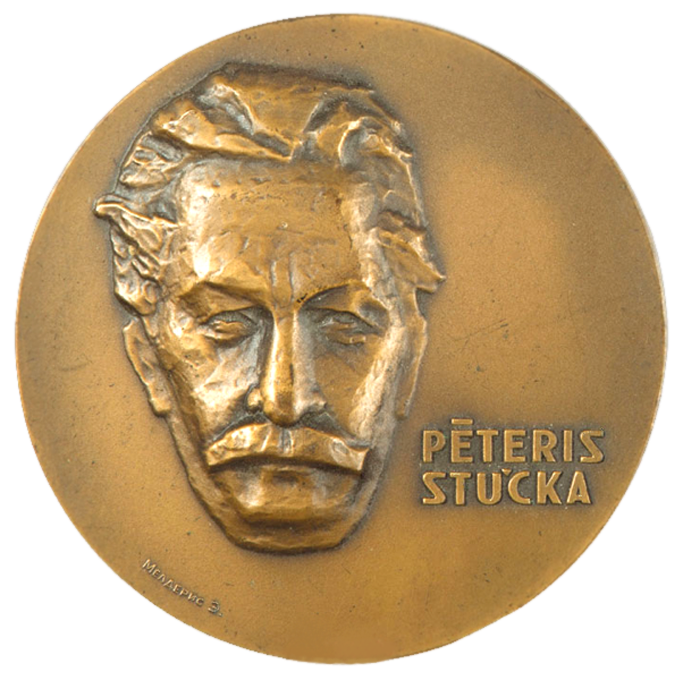
Medal z wizerunkiem Pēterisa Stučki z 1965

## Upamiętnienie
- Od 1958 do 1991 jego imię nosił Uniwersytet Łotwy.
- Do 1991 jego imię nosiło miasto Aizkraukle oraz ulica w Rydze (przemianowana następnie na Terbatas iela)[22].
- W Rydze stał jego pomnik. Został zburzony w sierpniu 1991[23]
- W Kirowie ustawiono tablicę pamiątkową przy budynku, w którym w latach 1901–1903 mieszkał Stučka
- W 1965 wydano medal z jego wizerunkiem

## Odznaczenia
- Order Czerwonego Sztandaru Pracy